# Dolichos aciphyllus
Dolichos aciphyllus är en ärtväxtart som beskrevs av Rudolf Wilczek. Dolichos aciphyllus ingår i släktet Dolichos och familjen ärtväxter. Inga underarter finns listade i Catalogue of Life.